# Candy Reynolds
| jaar | rang enkelspel | rang dubbelspel |
| ---- | -------------- | --------------- |
| 1975 | 86             | –               |
|      |                |                 |
| 1977 | 73             | –               |
| 1978 | 122            | –               |
| 1979 | 159            | –               |
| 1980 | 37             | –               |
| 1981 | 25             | –               |
| 1982 | 43             | –               |
| 1983 | 64             | –               |
| 1984 | 109            | 28              |
| 1985 | 67             | 26              |
| 1986 | 127            | 24              |
| 1987 | 177            | 36              |
| 1988 | 250            | 36              |
| 1989 | 529            | 66              |

Candy Reynolds (Knoxville, 24 maart 1955) is een voormalig tennisspeelster uit de Verenigde Staten van Amerika. Reynolds begon met tennis toen zij tien jaar oud was. Zij speelt rechtshandig. Zij was actief in het proftennis van 1975 tot en met 1989.

## Loopbaan

### Enkelspel
Reynolds debuteerde in 1975 op het US Open. Zij bereikte eenmaal een finale, op het Avon Futures of Montreal (Canada) – zij verloor van landgenote Kathy Horvath.
Haar beste resultaat op de grandslamtoernooien is het bereiken van de kwartfinale, op het Australian Open 1980, waar zij te sterk was voor achtereenvolgens: Helen Gourlay, Renáta Tomanová en de als achtste geplaatste Sylvia Hanika. Haar hoogste notering op de WTA-ranglijst is de 25e plaats, die zij bereikte op 31 december 1981. Enkele bronnen vermelden een rangpositie 22, mogelijk op een ander moment in 1981 of 1982.

### Dubbelspel
Reynolds behaalde in het dubbelspel betere resultaten dan in het enkelspel. Zij debuteerde in 1977 op de Family Circle Cup (South Carolina), samen met landgenote Stephanie Tolleson – zij bereikten er de kwartfinale. Zij stond in 1979 voor het eerst in een WTA-finale, op het Womens Open Greater Pittsburgh, samen met de Britse Sue Barker – hier veroverde zij haar eerste titel, door het Amerikaanse koppel Bunny Bruning en Jane Stratton te verslaan. In 1983 won Reynolds de dubbelspeltitel op Roland Garros, samen met de Zuid-Afrikaanse Rosalyn Fairbank. In totaal won zij 27 titels, de laatste in 1988 op het Tier III-toernooi van New Orleans, met landgenote Beth Herr aan haar zijde.
Haar hoogste notering op de WTA-ranglijst is de 24e plaats, die zij bereikte in december 1986. Enkele bronnen vermelden een rangpositie 2, mogelijk ouder dan de WTA-registratie (die in 1983 begon).

#### Gemengd dubbelspel
In deze discipline bereikte Reynolds tweemaal de halve finale, eenmaal op het US Open 1980 met landgenoot Steve Denton, en andermaal op het US Open 1982 met landgenoot Sherwood Stewart.

### Tennis in teamverband
In 1983 maakte Reynolds deel uit van het Amerikaanse Fed Cup-team – zij behaalde daar een winst/verlies-balans van 5–2. Dat jaar bereikte het team de halve finale van de Wereldgroep. In datzelfde jaar speelde zij ook in de Wightman Cup tegen de Britse dames – het Amerikaanse team won met 6–1.

### Naast en na de actieve loopbaan
Van 1985–1991 was Reynolds speelstersvertegenwoordiger bij de Women’s International Professional Tennis Council. Ook zat zij zes jaar lang in het bestuur van de Women's Tennis Association, van welke organisatie zij in 1988 de Player Service Award kreeg toegekend. In 1989 ontwikkelde zij, samen met vier andere speelsters en met financieel adviseurs, een pensioenplan voor beroepstennisspeelsters.
Na al eerder te zijn afgestudeerd aan de University of Tennessee in Knoxville, behaalde zij na haar tennisloopbaan de MBA-graad aan de J.L. Kellogg Graduate School of Management, deel van de Northwestern-universiteit in de staat Illinois. Zij werkt als districtmanager voor de warenhuisketen Kohl's.

#### Onderscheidingen
- 1993: University of Tennessee Chattanooga Sports Hall of Fame[13]
- 1996: Knoxville Sports Hall of Fame[13][14]
- 2011: Southern Tennis Hall of Fame[13]
- 2017: Tennessee Sports Hall of Fame[1]

## Palmares
| Legenda                |
| ---------------------- |
| Grandslamtoernooi      |
| Olympische Spelen      |
| Year-End Championships |
| Tier I                 |
| Tier II                |
| Tier III               |
| Tier IV & V            |

### WTA-finaleplaatsen enkelspel
| nr.              | finale     | toernooi     | ondergrond    | tegenstandster   | score    |
| ---------------- | ---------- | ------------ | ------------- | ---------------- | -------- |
| gewonnen finales |            |              |               |                  |          |
| geen             |            |              |               |                  |          |
| verloren finales |            |              |               |                  |          |
| 1.               | 1981-01-25 | WTA Montréal | hardcourt (i) | Kathleen Horvath | 4-6, 6-7 |

### WTA-finaleplaatsen vrouwendubbelspel
| nr.              | finale     | toernooi                | ondergrond    | partner             | tegenstandsters                        | score         |         |
| ---------------- | ---------- | ----------------------- | ------------- | ------------------- | -------------------------------------- | ------------- | ------- |
| gewonnen finales |            |                         |               |                     |                                        |               |         |
| 1.               | 1979-09-16 | WTA Pittsburgh          |               | Sue Barker          | Bunny Bruning Jane Stratton            | 6-3, 6-2      |         |
| 2.               | 1980-08-24 | WTA Mahwah              | hardcourt     | Martina Navrátilová | Pam Shriver Betty Stöve                | 4-6, 6-3, 6-1 |         |
| 3.               | 1980-10-05 | WTA Minneapolis         | tapijt (i)    | Ann Kiyomura        | Anne Smith Paula Smith                 | 6-3, 4-6, 6-1 |         |
| 4.               | 1980-11-16 | WTA Tampa               | hardcourt     | Rosie Casals        | Anne Smith Paula Smith                 | 7-6, 7-5      |         |
| 5.               | 1981-05-10 | WTA Perugia             | gravel        | Paula Smith         | Chris Evert-Lloyd Virginia Ruzici      | 7-5, 6-1      |         |
| 6.               | 1981-08-02 | WTA San Diego           | hardcourt     | Kathy Jordan        | Rosie Casals Pam Shriver               | 6-1, 2-6, 6-4 |         |
| 7.               | 1982-05-16 | WTA Lugano              | gravel        | Paula Smith         | JoAnne Russell Virginia Ruzici         | 6-2, 6-4      |         |
| 8.               | 1982-08-22 | WTA Montréal            | hardcourt     | Martina Navrátilová | Barbara Potter Sharon Walsh            | 6-4, 6-4      |         |
| 9.               | 1982-12-12 | WTA Richmond            | tapijt (i)    | Rosie Casals        | JoAnne Russell Virginia Ruzici         | 6-3, 6-4      |         |
| 10.              | 1983-03-06 | WTA Nashville           | tapijt (i)    | Rosalyn Fairbank    | Alycia Moulton Paula Smith             | 6-4, 7-6      |         |
| 11.              | 1983-03-13 | WTA Pittsburgh          | tapijt (i)    | Paula Smith         | Iwona Kuczyńska Trey Lewis             | 6-2, 6-2      |         |
| 12.              | 1983-04-10 | WTA Hilton Head         | gravel        | Martina Navrátilová | Andrea Jaeger Paula Smith              | 6-2, 6-3      |         |
| 13.              | 1983-04-17 | WTA Amelia Island       | gravel        | Rosalyn Fairbank    | Hana Mandlíková Virginia Ruzici        | 6-4, 6-2      |         |
| 14.              | 1983-06-05 | Roland Garros           | gravel        | Rosalyn Fairbank    | Kathy Jordan Anne Smith                | 5-7, 7-5, 6-2 | details |
| 15.              | 1983-09-25 | WTA Richmond            | tapijt (i)    | Rosalyn Fairbank    | Kathy Jordan Barbara Potter            | 6-7, 6-2, 6-1 |         |
| 16.              | 1983-10-30 | WTA Filderstadt         | hardcourt (i) | Martina Navrátilová | Virginia Ruzici Catherine Tanvier      | 6-2, 6-1      |         |
| 17.              | 1983-11-13 | Tournament of Champions | tapijt (i)    | Rosalyn Fairbank    | Lea Antonoplis Barbara Jordan          | 5-7, 7-5, 6-3 |         |
| 18.              | 1984-01-08 | WTA Nashville           | hardcourt (i) | Sherry Acker        | Mary-Lou Piatek Paula Smith            | 5-7, 7-6, 7-6 |         |
| 19.              | 1984-05-20 | WTA Berlijn             | gravel        | Anne Hobbs          | Kathleen Horvath Virginia Ruzici       | 6-3, 4-6, 7-6 |         |
| 20.              | 1984-10-14 | WTA Japan (Tokio)       | hardcourt     | Betsy Nagelsen      | Emilse Longo Adriana Villagrán         | 6-3, 6-2      |         |
| 21.              | 1985-04-28 | WTA San Diego           | hardcourt     | Wendy Turnbull      | Rosalyn Fairbank Susan Leo             | 6-4, 6-0      |         |
| 22.              | 1985-12-15 | WTA Auckland            | gras          | Anne Hobbs          | Lea Antonoplis Adriana Villagrán       | 6-1, 6-3      |         |
| 23.              | 1986-01-26 | WTA Wichita             | tapijt (i)    | Kathy Jordan        | JoAnne Russell Anne Smith              | 6-3, 6-7, 6-3 |         |
| 24.              | 1986-03-09 | WTA Hershey             | tapijt (i)    | Anne Smith          | Sandy Collins Kim Sands                | 7-6, 6-1      |         |
| 25.              | 1986-10-05 | WTA New Orleans         | tapijt (i)    | Anne Smith          | Svetlana Parchomenko Larisa Savtsjenko | 6-3, 3-6, 6-3 |         |
| 26.              | 1988-08-07 | WTA Cincinnati          | hardcourt     | Beth Herr           | Lindsay Bartlett Helen Kelesi          | 4-6, 7-6, 6-1 |         |
| 27.              | 1988-10-09 | WTA New Orleans         | hardcourt     | Beth Herr           | Lori McNeil Betsy Nagelsen             | 6-4, 6-4      |         |
| verloren finales |            |                         |               |                     |                                        |               |         |
| 1.               | 1980-03-02 | WTA Columbus            | hardcourt (i) | Lindsay Morse       | Ann Henricksson Felicia Hutnick        | 6-7, 6-4, 4-6 |         |
| 2.               | 1980-03-09 | WTA Atlanta             | hardcourt (i) | Ann Henricksson     | Ilana Kloss Betty-Ann Stuart           | 6-7, 6-7      |         |
| 3.               | 1980-04-06 | WTA Edmond              | gravel        | Lindsay Morse       | Marjorie Blackwood Pam Whytcross       | 5-7, 6-7      |         |
| 4.               | 1980-04-13 | WTA Hilton Head         | gravel        | Paula Smith         | Kathy Jordan Anne Smith                | 2-6, 1-6      |         |
| 5.               | 1980-10-12 | WTA Phoenix             | hardcourt     | Ann Kiyomura        | Pam Shriver Paula Smith                | 0-6, 4-6      |         |
| 6.               | 1980-10-19 | WTA Deerfield Beach     | hardcourt     | Martina Navrátilová | Andrea Jaeger Regina Maršíková         | 6-1, 1-6, 2-6 |         |
| 7.               | 1980-11-30 | Australian Open         | gras          | Ann Kiyomura        | Betsy Nagelsen Martina Navrátilová     | 4-6, 4-6      | details |
| 8.               | 1981-01-12 | WTA Washington          | tapijt (i)    | Paula Smith         | Rosie Casals Wendy Turnbull            | 3-6, 6-4, 6-7 |         |
| 9.               | 1981-05-17 | WTA Lugano              | gravel        | Paula Smith         | Rosalyn Fairbank Tanya Harford         | 6-2, 1-6, 4-6 |         |
| 10.              | 1981-06-07 | Roland Garros           | gravel        | Paula Smith         | Rosalyn Fairbank Tanya Harford         | 1-6, 3-6      | details |
| 11.              | 1981-08-23 | WTA Toronto             | hardcourt     | Anne Smith          | Martina Navrátilová Pam Shriver        | 6-7, 6-7      |         |
| 12.              | 1981-08-30 | WTA Mahwah              | hardcourt     | Betty Stöve         | Rosie Casals Wendy Turnbull            | 2-6, 1-6      |         |
| 13.              | 1981-09-27 | WTA Atlanta             | hardcourt     | Rosie Casals        | Laura duPont Betsy Nagelsen            | 4-6, 5-7      |         |
| 14.              | 1981-11-22 | WTA Perth               | gras          | Betsy Nagelsen      | Barbara Potter Sharon Walsh            | 4-6, 2-6      |         |
| 15.              | 1982-10-24 | WTA Filderstadt         | hardcourt (i) | Anne Smith          | Martina Navrátilová Pam Shriver        | 2-6, 3-6      |         |
| 16.              | 1982-12-19 | WTA East Rutherford     | hardcourt (i) | Paula Smith         | Martina Navrátilová Pam Shriver        | 4-6, 5-7      |         |
| 17.              | 1983-02-13 | WTA Indianapolis        | tapijt (i)    | Rosalyn Fairbank    | Lea Antonoplis Barbara Jordan          | 7-5, 4-6, 5-7 |         |
| 18.              | 1983-08-21 | WTA Toronto             | hardcourt     | Rosalyn Fairbank    | Anne Hobbs Andrea Jaeger               | 4-6, 7-5, 5-7 |         |
| 19.              | 1983-08-28 | WTA Mahwah              | hardcourt     | Rosalyn Fairbank    | Jo Durie Sharon Walsh                  | 6-4, 5-7, 3-6 |         |
| 20.              | 1983-09-11 | US Open                 | hardcourt     | Rosalyn Fairbank    | Martina Navrátilová Pam Shriver        | 7-6, 1-6, 3-6 | details |
| 21.              | 1984-01-22 | WTA Denver              | hardcourt (i) | Sherry Acker        | Anne Hobbs Marcella Mesker             | 2-6, 3-6      |         |
| 22.              | 1984-03-18 | WTA Palm Beach          | gravel        | Rosalyn Fairbank    | Betsy Nagelsen Anne White              | 6-2, 2-6, 2-6 |         |
| 23.              | 1985-02-24 | WTA Oakland             | tapijt (i)    | Rosalyn Fairbank    | Hana Mandlíková Wendy Turnbull         | 6-4, 5-7, 1-6 |         |
| 24.              | 1985-11-24 | WTA Sydney              | gras          | Rosalyn Fairbank    | Hana Mandlíková Wendy Turnbull         | 6-3, 6-7, 4-6 |         |
| 25.              | 1986-11-02 | WTA Indianapolis        | hardcourt     | Anne Smith          | Zina Garrison Lori McNeil              | 5-4, opg.     |         |
| 26.              | 1987-04-05 | WTA Charleston          | gravel        | Mercedes Paz        | Laura Gildemeister Tine Scheuer-Larsen | 4-6, 4-6      |         |

## Resultaten grandslamtoernooien
| Legenda | Legenda                          |
| ------- | -------------------------------- |
| g.t.    | geen toernooi gehouden           |
| l.c.    | lagere categorie                 |
| –       | niet deelgenomen                 |
| G       | uitgeschakeld in de groepsfase   |
| 1R      | uitgeschakeld in de eerste ronde |
| 2R      | uitgeschakeld in de tweede ronde |
| 3R      | uitgeschakeld in de derde ronde  |
| 4R      | uitgeschakeld in de vierde ronde |
| KF      | uitgeschakeld in de kwartfinale  |
| HF      | uitgeschakeld in de halve finale |
| F       | de finale verloren               |
| W       | het toernooi gewonnen            |
| w-v     | winst/verlies-balans             |

### Enkelspel
| Australian Open | –  | –  | –  | –  | KF | 3R | 3R | –  | –  | 1R | g.t. | 2R |
| Roland Garros   | –  | 1R | 1R | –  | –  | 4R | 2R | 1R | 1R | –  | 1R   | –  |
| Wimbledon       | –  | 2R | 2R | 1R | –  | 1R | 4R | 1R | 1R | –  | 2R   | –  |
| US Open         | 1R | 2R | 2R | 1R | 4R | 2R | 2R | –  | 1R | –  | 1R   | –  |

### Vrouwendubbelspel
| toernooi        | 1977 | 1977 | 1978 | 1979 | 1980 | 1981 | 1982 | 1983 | 1984 | 1985 | 1986 | 1987 | 1988 | 1989 |
| --------------- | ---- | ---- | ---- | ---- | ---- | ---- | ---- | ---- | ---- | ---- | ---- | ---- | ---- | ---- |
| Australian Open | –    | –    | –    | –    | F    | 1R   | KF   | –    | 1R   | 2R   | g.t. | –    | 1R   | –    |
| Roland Garros   | KF   | KF   | –    | –    | KF   | F    | KF   | W    | 2R   | –    | 2R   | –    | 1R   | 3R   |
| Wimbledon       | 3R   | 3R   | 3R   | –    | HF   | 3R   | 3R   | 3R   | KF   | 1R   | 3R   | 3R   | 2R   | 2R   |
| US Open         | 1R   | 1R   | 2R   | 2R   | KF   | 2R   | KF   | F    | KF   | 3R   | 3R   | 1R   | 1R   | 1R   |

### Gemengd dubbelspel
| toernooi        | 1980 | 1981 | 1982 | 1983 | 1984 | 1985 | 1986 | 1987 | 1988 | 1989 | w-v |
| --------------- | ---- | ---- | ---- | ---- | ---- | ---- | ---- | ---- | ---- | ---- | --- |
| Australian Open | –    | –    | –    | –    | –    | –    | g.t. | –    | 1R   | –    | 0-1 |
| Roland Garros   | –    | 1R   | KF   | 2R   | 3R   | –    | –    | –    | 2R   | 2R   | 5-6 |
| Wimbledon       | –    | –    | –    | 1R   | 2R   | 1R   | 2R   | 1R   | 1R   | 2R   | 2-7 |
| US Open         | HF   | –    | HF   | –    | KF   | 1R   | –    | –    | 1R   | 1R   | 8-6 |